# Grania cinctura
Grania cinctura is een ringworm uit de familie van de Enchytraeidae. De wetenschappelijke naam van de soort is voor het eerst geldig gepubliceerd in 2007 door DeWit & Erséus.